# Леки крайцери тип „Светлана“
Светлана са тип леки крайцери, които са първите, в своя подклас, паротурбинни кораби на руския флот. Строителството на корабите е започнато за Балтийския и Черноморския флотове на Руската империя, обаче след проточилото се дострояване те влизат в състава на ВМФ на СССР.

## Въведение
Ескизният проект е разработен от Путиловския завод в периода 1907 – 1913 г., с оглед опита от използването на бронепалубните крайцери в руско-японската война и световните тенденции в развитието на корабите от класа крайцер. Работните проекти за корабите за северните и южните корабостроителни заводи в Русия, се разработват на основата на единен ескизен проект, но с оглед местния опит на проектиране, особеностите за производство и условията за снабдяване с комплектуващи изделия.
В периода 1913 – 1914 година в балтийските и черноморските корабостроителни заводи на Русия са заложени 4 леки крайцера от типа „Светлана“ и 4 ,по много подобни, крайцера от типа „Адмирал Нахимов“. Корабите тип „Адмирал Нахимов“ се отличават с малко по-големи размери и водоизместимост, с обводите на корпуса, броя котли и тяхната компоновка, типа на паротурбинните двигатели, но, при обсъждането на работния проект за лек крайцер за Черно море, Морския технически комитет (МТК), единодушно го признава за идентичен на работния проект за крайцерите от типа „Светлана“. Завършването на крайцерите е планирано за 1915 – 1916 г., но поради началото на Първата световна война корабите в не са построени в тези срокове, макар и степента на готовност на някои от единиците да е доста висока… Предизвиканият ор войната дефицит на материали, заедно със срива в доставките на механизмите, предизвикан от германските заводи, провалят сроковете за завършване на строежа на корабите. Нито един от тях тогава не е завършен и не участва в Първата световна война. Но степента на готовност на няколко от крайцерите е висока, и след революцията е решено да се достроят от правителството на СССР. Четири: „Красный Кавказ“, „Профинтерн“ (впоследствие „Красный Крым“), „Червона Украйна“ и „Ворошилов“; и два, преустроени на танкери: „Азнефть“ (бивш „Адмирал Грейг“) и „Грознефть“ (бивш „Адмирал Спиридов“) – техните бронирани корпуси се оказват много на място за плаване в условия на лед. При това в хода на достройката котлите и турбините и на двата съда са заменени с двигатели с вътрешно горене на Коломенския завод.
„Профинтерн“ и „Червона Украйна“ са достроени почти според първоначалния проект.
„Красный Кавказ“ (бивш „Адмирал Лазарев“) – е единственият крайцер, достроен по модифициран проект. Това позволява приближаването на неговите характеристики към леките крайцери, строени през 30-те години в чужбина и в Съветския Съюз. Той е използван за отработването на решенията, които след това са въплътени в крайцерите от типа „Киров“.
Крайцерът „Ворошилов“, независимо от решението за неговото дострояване като учебен, не е достроен.
Във Великата Отечествена война 3-те крайцера от типа „Светлана“, в състава на бригадата крайцери на ескадрата на черноморския флот, участват в бойните действия в Черно море.
Крайцерът „Червона Украйна“ загива през 1941 г. при отразяването на ноемврийския щурм на Севастопол.
В хода на войната крайцерите „Красний Крым“ и „Красний Кавказ“ стават гвардейски. След войната и двата са превърнати в учебни и стават база за корабната практика на курсантите от военноморските училища.
През втората половина на 1950-те години и двата са изключени от корабния състав на ВМФ на СССР.

## История на създаването и начало на строежа

### История на създаването
В резултат на Руско-японската война 11 крайцера на руския флот („Баян“, „Палада“, „Рюрик“, „Адмирал Нахимов“, „Владимир Мономах“, „Дмитрий Донской“, „Светлана“, „Варяг“, „Новик“, „Боярин“, и „Изумруд“) са потопени и 5 („Асколд“, „Диана“, „Олег“, „Аврора“ и „Жемчуг“) са интернирани в уждестранни пристанища. Към края на войната в състава на руския флот на Тихия океан влизат само четири крайцера – („Россия“, „Громобой“, „Богатир“ и „Алмаз“). В Балтика и в Черноморския флот се запазват крайцерите, които не участват във войната, но част от тях практически е стара и не може да бъде използвана в бойни действия.
Всички оставащи в балтийския флот стари крайцери – („Адмирал Корнилов“, „Памят Азова“ и „Ринда“) в периода 1906 – 1907 г. са направени учебни. Изключение съставят само крайцерите от черноморския флот със сравнително млада възраст – „Кагул“ (1905 г.) и „Очаков“ (1907 г.).
Определящи при разработката на корабостроителните програми за 1908 – 1916 г. стават – господстващата по това време военноморска доктрина на Махеан и Коломб, външната политика на Русия, плановете при възможна война по море, новите тенденции във военноморската техника и корабостроение, проявяващи се най-вече след руско-японската война, финансовите възможности на Русия и мощностите на корабостроителната база.
През юни 1912 г. е утвърдена „Програма за усилено корабостроене във флота за 1912 – 1916 г.“, предвиждаща построяването на 4 линейни крайцера от типа „Измаил“, 4 леки крайцера от типа „Светлана“, 36 есминци от типа „Новик“ и 12 подводници тип „Барс“ за Балтийския флот и 2 леки крайцера от типа „Светлана“ за Черноморския.
Дейно участие в придвижването на програмата и нейното финансиране вземат морският министър И. К. Григорович и известният руски и съветски корабостроител А. Н. Крилов, заемащ тогава длъжността председател на Морския технически комитет и главен инспектор по корабостроене.
Новите леки крайцери са предназначени за решаването на същите задачи, които имат и техните предшественици – „малките“ и „средни“ бронепалубните крайцери: разузнаване при ескадрата, огнева поддръжка на съединенията от есминци, но и са по-приспособени за ескадрен бой с участието на линейни кораби дреднаутен тип, отличавайки се от бронепалубните крайцери, с наличието на бордово брониране, увеличена до 30 възела скорост на хода, по-добра мореходност, по-съвременно артилерийско въоръжение с бронева защита. Обаче, реализираната казематна схема за поставяне на артилерията на главния калибър вече не съответства на съвременните изисквания, макар и да осигурява намаляване на стойността им, което способства отделянето на средства за строежа на линейните крайцери при ограничения бюджет. Руските ЛКР от 1-во поколение по време на тяхното залагане според проектните им елементи превъзходжиат чуждестранните аналози, а според критериите на британския ВМФ са фактически първите в света ЛКР от 1-ви ранг.
ПОръчките за построяването на 4-те леки крайцера за БФ са дадени на Руско-Балтийския корабостроителен завод (леките крайцери „Светлана“ и „Адмирал Грейг“) и Путиловската корабостроителница (леките крайцери „Адмирал Спиридов“ и „Адмирал Бутаков“). Едно от главните изисквания на Главното управление по корабостроене е унификацията на всички кораби от дадения тип. В резултат на многобройни поправки и изменения в проекта успешно е постигната почти пълната им идентичност.

### Начало на строежа
В периода 1913 – 1914 г. са заложени 8 подобни ЛКР от два подтипа: в северните корабостроителници – 4 от типа „Светлана“ – 2 в Ревелския корабостроителен завод и 2 в Путиловския завод – за Балтийския флот, и 4 в южни ых корабостроителници – 4 от подтипа „Адмирал Нахимов“ (строят се по единен проект в завода „Руссуд“, в кооперация със завода „Навал“) – за Черноморския флот.
Завършването на строежа на леките крайцери е планирано за 1915 – 1916 г., но поради започването на Първата световна война, при висока степен на готовност на отделни корпуси, тези срокове са провалени поради дефицит на материали и недоставяне на механизмите, поръчани в германски заводи.
По време на Октомврийската революция и последващата Гражданска война дострояването на крайцерите е спряно.
През 1920-те години Съветското правителство планира да дострои шест от осемте заложени крайцера, които, след съгласуване с военноморските специалисти, формално са отнесени към единния тип „Светлана“. Но само един от балтийските и два от черноморските са достроени като крайцери.
Два кораба са преправени на танкери „Азнефт“ (бивш „Адмирал Грейг“) и „Грознефт“ (бивш „Адмирал Спиридов“) – техните бронирани корпуси са пригодни са плаване в лед. При преустройството котлите и турбините на двата съда са демонтирани и са им поставен корабни дизели на Коломенския завод.
Крайцерът „Ворошилов“ (бивш „Адмирал Бутаков“) така и не е въведен в строй, макар решението за неговото дострояване като учебен да е приемано и отменяно на два пъти.
В края на 1920-те – началото на 1930-те години три крайцера, с нови имена: „Профинтерн“ (бивш „Светлана“), „Червона Украина“ (бивш „Адмирал Нахимов“) и „Красний Кавказ“ (бивш „Адмирал Лазарев“) са въведени във ВМС на СССР.

## Конструкция

### Корпус
Крайцерите имат следните главни размери: дължина (най-голяма) 158,4 метра (по водолинията – 154,8 метра), ширина с бронята и обшивката 15,35 метра (без тях – 15,1 метра), газене на равен кил 5,58 метра. височина на надводния борд: в носа – 7,6 метра, при мидъл шпангоута – 3,4 метра и при кърмата – 3,7 метра.
Корпусите са разделени на отсеци с помощта на водо- и нефтонепроницаеми надлъжни и напречни прегради. Също, за осигуряване на непотопимостта на кораба, е предвидено двойно дъно на протежение на целия корпус и трето дъно на отделни участъци (основно в района на котелните и машинните отделения), а също поставянето на енергетичната установка в седем котелни и четири турбинни водонепроницаеми отсека.

### Брониране
Броневата защита на крайцерите образува два контура, основавайки се на принципа на неуязвимостта от поразяващите фактори (снаряди и осколки) от артилерията на главните противници – ескадрените миноносци и леките крайцери. Първият контур на броневата защита се ограничава с пространството между бордовете на кораба и неговата палуба (горна и долна), а вторият – между бордовете и долната палуба. Платформата, затваряща последния контур отдолу, не е бронирана, тъй като се разполага под водолинията. Бордовата броня на втория контур е с повишена дебелина и защитава жизненоважните центрове на кораба – котелните и машинните отделения. Броневия 25 mm пояс на първия контур, включен в разчета на надлъжната здравина на корпуса на кораба и изпълнен от листове нецементирана круповска стомана, има височина 2,25 метра и е по цялата дължина на кораба, обхващайки борда от горната до долната палуби. Главният броневи пояс с дебелина 75 mm е разположен отдолу и се простира почти по цялата дължина на кораба. Този пояс се състои от цементирани плочи круповска стомана с височина 2,1 метра. В района на 125-ия шпангоут пояса завършва с бронева траверса с дебелина 50 mm. Долната част на главния броневи пояс се спуска под водолинията на 1,2 метра и се опира на бордовите краища на платформата, а горната част затваря контура на настилката на долната палуба. Настилката на долната и горната палуби има дебелина 20 mm. Кърмовият подзор, започващ от броневата траверса, се защитава от 25 mm броня.
Кожусите (защитните елементи) на комините на крайцерите на протежение от горната до долната палуба (първият комин – до палубата на бака) се защитават от 20 mm броня. Над горната палуба всички елеватори за подаване на боеприпаси за оръдията имат броневи кожуси от нецементирана круповска стомана с дебелина 25 mm. Бойната рубка се състои от две нива и има вертикални стени от 75 mm нецементирана круповска броня, бронирането на покрива и пода е с дебелина 50 mm. Също от 20 mm нецементирана стомана е изгтовена основата на бойната рубки от долната част до горната палуба. В качеството на защитата на многобройните трансмисии и кабели, за приборите за управление на кораба и артилерийския огън, а също и телефоните, поставени в бойната рубка, е предвидена специална тръба от кована оръдейна стомана с дебелина на стената 75 mm.
Значителен недостатък в бронирането, по мнение на корабостроителния комитет на морското министерство, е отсъствието на бронева защита на димоводите и котелните кожуси.

#### Енергетична установка
Енергетичната установка на крайцерите по проект е с парни турбини система „Къртис—АЕГ—Вулкан“ с мощност на преден ход 10 700 к.с. (проектна), а на форсиран ход около 14 000 к.с. По проект турбинната установка на крайцера, при мощност на преден ход от 50 000 к.с. осигурява скорост от 29,5 възела. На заден ход мощността на турбините е около 20 000 к.с.
Източник на пара за турбините на крайцера са 4 нефтовъглищни и 9 нефтени котела тип „Яроу—Вулкан“ с работно налягане на парата от 17 кг/см². Нормалният запас гориво – около 370 – 500 тона нефт и 130 тона въглища – осигурява на крайцера шестнадесетчасов пробег при скорост 29,5 възела (470 мили) и дневен пробег на ход от 24 възела (576 мили).

#### Електрооборудване
Захранващото електрооборудване на крайцера от носовата електростанция е на платформа (междинна вътрешна палуба) в района на 25—31-я шпангоут с два дизел-генератора (дизел-динамо) за постоянен ток с мощност по 75 кВт и с разпределително табло, което позволява да се разпределят потребителите на електроенергия и да се управляват режимите на работа на генераторите. На кърмата на кораба, на платформа в района на 103 – 108-я шпангоут, е кърмовата електростанция, но не с дизел-генератори, като носовата, а с два турбогенератора за постоянен ток с по-висока мощност – по 125 кВт. На кърмата се намира и главното разпределително табло за кърмовата електростанция, със същата цел, както и таблото на носовата електростанция. Захранването на турбогенераторите с пара от паропроводите за спомагателните механизми. Напрежението на бордовата електрическа инсталация е 225 волта.

## Представители на типа
| Име                                                             | Корабостроителница                                                                | Заложен                                                         | Спуснат на вода                                                 | Влиза в строй                                                                                           | Съдба                                                                                                   |
| Кораби строени от северни корабостроителници, за Балтийско море | Кораби строени от северни корабостроителници, за Балтийско море                   | Кораби строени от северни корабостроителници, за Балтийско море | Кораби строени от северни корабостроителници, за Балтийско море | Кораби строени от северни корабостроителници, за Балтийско море                                         | Кораби строени от северни корабостроителници, за Балтийско море                                         |
| --------------------------------------------------------------- | --------------------------------------------------------------------------------- | --------------------------------------------------------------- | --------------------------------------------------------------- | --- | --- |
| Светлана / Профинтерн / Красний Крим                            | Русско-Балтийское судостроительное и механическое акционерное общество, Ревел     | 11 ноември 1913 г.                                              | 28 ноември 1915 г.                                              | 1 юли 1928 г.                                                                                           | учебен крайцер от ноември 1954 г., утилизиран през 1960-те г.                                           |
| Адмирал Бутаков                                                 | Путиловская верф, Петербург                                                       | 29 ноември 1913 г.                                              | 23 юли 1916 г.                                                  | не достроен, разкомплектован през 1950-те г                                                             | не достроен, разкомплектован през 1950-те г                                                             |
| Адмирал Спиридов                                                | Путиловская верф, Петербург                                                       | 16 ноември 1913 г.                                              | 27 август 1916 г.                                               | достроен през 1926 г. като танкера „Грознефт“. Загива в Азовско море по време на Втората световна война | достроен през 1926 г. като танкера „Грознефт“. Загива в Азовско море по време на Втората световна война |
| Адмирал Грейг                                                   | Русско-Балтийское судостроительное и механическое акционерное общество, Ревел     | 24 ноември 1913 г.                                              | 26 ноември 1916 г.                                              | достроен през 1926 г. като танкера „Азнефт“. Потъва в Туапсе по време на щорм                           | достроен през 1926 г. като танкера „Азнефт“. Потъва в Туапсе по време на щорм                           |
| Кораби строени от южни корабостроителници, за Черно море        |                                                                                   |                                                                 |                                                                 | | |
| Адмирал Нахимов / Червона Украйна                               | Руссуд, Николаев Обединение на Николаевските държавни заводи „А. Марти“, Николаев | 18 октомври 1913 г.                                             | 25 октомври 1915 г.                                             | 21 март 1927 г.                                                                                         | потопен от немската авиация на 13 ноември 1941 г., изваден на 3 ноември 1947 г., потопен като мишена    |
| Адмирал Лазарев / Красний Кавказ                                | Руссуд, Николаев Обединение на Николаевските държавни заводи „А. Марти“, Николаев | 18 октомври 1913 г.                                             | 15 май 1916 г.                                                  | 25 януари 1932 г.                                                                                       | потопен като мишена на 21 ноември 1952 г.                                                               |
| Адмирал Истомин                                                 | Руссуд, Николаев                                                                  | юли 1914 г.                                                     | не достроен, разкомплектован на стапела                         | не достроен, разкомплектован на стапела                                                                 | не достроен, разкомплектован на стапела                                                                 |
| Адмирал Корнилов                                                | Руссуд, Николаев                                                                  | юли 1914 г.                                                     | не достроен, разкомплектован на стапела                         | не достроен, разкомплектован на стапела                                                                 | не достроен, разкомплектован на стапела                                                                 |

## Крайцерът „Светлана“ → „Профинтерн“ → „Красный Крым“

### Построяване и дострояване на крайцера „Светлана“ („Профинтерн“)
Крайцерът „Светлана“ е заложен на 24 ноември 1913 г., работата започва едва на 1 април 1914 г. На 5 февруари 1925 г. е сменено името на „Профинтерн“. На 1 юли 1928 г. „Профинтерн“ е зачислен в Морските сили на Балтийско море.

### Въоръжение (към ноември 1943 г.)
Главен калибър от 15 130-мм оръдия образец 1913 г. Ъгъл на вертикално насочване: −5° – +30°, на хоризонтално – 360°. Сумарен боекомплект (БК) – 2625 изстрела.

#### Зенитно въоръжение
3 сдвоени 100-мм ЗАУ Минизини – 1 на бака, 2 на кърмата побордно, сумарен БК 1621 изстрела; 4 45-мм полуавтоматични оръдия (21-К) по две на борд в задната част на полубака между 1-я и 2-я комини, сумарен БК 3050 изстрела; 10 37-мм автоматични оръдия (70-К), сумарен БК 10 440 изстрела. 2 четирицевни 12,7-мм зенитни картечници „Викерс“ побордно на кърмовата надстройка, сумарен БК 24 000 патрона; 4 12,7-мм зенитни картечници ДШК, сумарен БК 11 930 патрона.

#### Минноторпедно и противолодъчно въоръжение

##### Торпедно въоръжение
Торпедното въоръжение на крайцера се състои от два тритръбни 533-мм торпедни апарата (ТА) 39-Ю – първа серия. Боекомплект – шест торпеда тип 53-38 в апаратите.

##### Противолодъчно въоръжение
Шест подставки за дълбочинни бомби М-1 и две колички за дълбочинни бомби Б-1. Запас бомби: 10 Б-1 и 20 – М-1.

##### Минно въоръжение
Може да вземе до 90 заградителни морски мини КБ-3 или до 100 мини образец 1926 г.

### Екипаж
Към ноември 1943 г. екипажът на крайцера е 852 души – 48 офицера, 148 старшини и 656 редови моряка.

### Модернизации на крайцера
През 1929 г. на „Профинтерн“ с поставен хидросамолет и е демонтиран кърмовия ТА на юта. През 1930 г. са добавени още 2 тритръбни 450-мм ТА. В периода 1935 – 1938 г. вместо 75-мм зенитки са поставени 100-мм ЗАУ Минизини, зенитните 45-мм оръдия 21-К, зенитни картечници ДШК, вместо четирите тритръбни 450-мм ТА – 2 тритръбни 533-мм, и демонтирани са подводните траверсни торпедни апарати. Главните котли също са модернизирани – преведени са на течно гориво. По време на ремонта, през лятото на 1941 г., е оборудван с размагнитващи намотки система на ЛФТИ. В края на 1941 г. вместо кърмовата двойка оръдия 21-К са постановени четирицевни 12,7-мм зенитни картечни установки на „Викерс“. През 1942 г.част от неуспешните оръдия 21-К с заменена с 37-мм зенитни автомати 70-К. По време на ремонта от 1943 – 1944 година са свалени останалите 45-мм оръдия 21-К и са поставени 2 37-мм 70-К. Освен това, са променяни местата и броя на артилерийските и минните постове, далекомерите, прожекторите, външния вид и височината на мачтите.

### История на службата

#### 1928 – 1941 година
През август 1929 г. „Профинтерн“ и „Аврора“, първи сред военните кораби на СССР, посещават чуждестранно пристанище – Свинемюнде. През ноември 1929 г. – 18 януари 1930 г. „Профинтерн“ и линкорът „Парижская Коммуна“ преминават в Черно море. От 1935 до 1938 г. крайцерът е основно ремонтиран и модернизиран. На 31 октомври 1939 г. „Профинтерн“ е преименуван на „Красний Крим“. В навечерието на Великата Отечествена война големите надводни кораби на ЧФ са обединени в ескадра (линкорът „Парижская Коммуна“, отред леки сили) и бригада крайцери – леките крайцери „Красний Крим“, „Красний Кавказ“ и „Червона Украйна“, 1-ви (есминците от типа „Новик“) и 2-ри (есминците от типа „Гневний“) дивизиони есминци.

#### Боен път през Великата Отечествена война
Към 22 юни 1941 г. „Красний Крим“ се намира в ремонт от май. Във връзка с началото на войната ремонтът на крайцера е ускорен и към 2-та половина на август корабът влиза в строй. На 22 август „Красний Крим“ и есминците „Фрунзе“ и „Дзержинский“ пристигат в обсадената Одеса, доставяйки 1-ви и 2-ри отряди моряци – 600 и 700 човека, и след стоварването им обстрелват частите на румънците. На 21 септември под Одеса отрядът от крайцери „Красний Крим“, „Красний Кавказ“, есминците „Бойкий“, „Безупречний“ и „Беспощадный“ на 16 километра от линията на фронта стоварва и поддържа с огън морски десант на 3-ти Черноморски полк на морската пехота. На 30 октомври 1941 г. части на 11-та армия на вермахта достигат Севастопол. На 1 ноември 41-ва за оперативни задачи и артилерийска поддръжка на 1-ви и 2-ри сектори на отбраната в юга на Севастополския отбранителен район са оставени крайцерите „Красний Крим“, „Червона Украина“ и няколко есминеца. На 21 декември 1941 г., по време на второто настъпление на немците срещу Севастопол, „Красний Крим“ в отряд кораби, доставя в града 79-та морска стрелкова бригада. В периода ноември—декември 1941 г. в боевете за Севастопол крайцерът провежда 18 артилерийски стрелби. На 28 – 30 декември „Красний Крым“ в Керченско-Феодосийската десантна операция, превозва десантн, поддържайки го с огън. За времето на операцията „Красний Крим“ 11 пъти е атакуван по въздух, корабът е ударен от 11 снаряда и мини.
В периода 15 – 25 януари 1942 г., с отряд кораби, крайцерът превозва и стоварва втория и третия ешелони на десанта при град Судак в Крим. От януари до юни 1942 г. „Красний Крим“ доставя в Севастопол товари и подкрепления – общо 98 рейса. За същия период крайцерът, с други кораби от Черноморския флот, осъществява огнева поддръжка на Севастополския отбранителен район. Артилерийските удари се нанасят общо 64 дни, в някои от които огънят се открива по няколко пъти. Със заповед на наркома на ВМФ № 137 от 18 юни 1942 г. крайцерът „Красний Крим“ е удостоен със званието „гвардейски“. От началото на август 1942 г., за месяц „Красний Крим“ и есминеца „Незаможник“ превозват от Новоросийск за Туапсе над 10 000 души и над 1000 тона товари. През 2-та половина на октомври 1942 г., в отряд от кораби, крайцерът участва в прехвърлянето на 8-ма и 9-та гвардейски стрелкови бригади от Поти за Туапсе. От юли до декември 1942 г. корабите на ескадрата, в която е и „Красний Крим“, превозват 47 848 боеца и командира с въоръжение и около 1 хиляди тона военни товари.
На 3 – 4 февруари 1943 г. крайцерът прикрива морските десанти при Южна Озерейка и Станички. От октомври 1943 до края на лятото на 1944 г. се намира в ремонт.
На 5 ноември 1944 г. „Красний Крим“ оглавява ескадрата бойни кораби на Черноморския флот, завръщащи се в Севастопол.
За времето на войната „Красний Крим“ изпълнява 58 бойни задачи – 52 стрелби по позиции на немските войски, вероятно унищожавайки 4 батареи, 3 склада с боеприпаси и до полк пехота, превозва над 20 хиляди души, в десантни операции стоварва около 10 хиляди души и отразява над 200 атаки на самолети.

#### Следвоенни години
През 1949 г. е направен учебен кораб, през 1957 г. – експериментален кораб, през 1958 г. – в плаващата казарма „ПКЗ-144“.
През 1959 г. е изключен от ВМФ. Според някои данни, крайцерът е потопен в края на 1950-те години при изпитания на ново оръжие.

### Памет за крайцера „Красний Крим“
- В хода на празниците по повод двеста години от създаването на ЧФ в центъра на Феодосийския залив, на 30 юли 1983 г., е постановен паметен знак за моряците от крайцерите „Красний Крим“ и „Красний Кавказ“, загинали при десанта във Феодосия и погребани в морето. Паметният знак е във вид на бакен с табелка, на която е изписана информацията за това.
- Името „Красний Крим“ е присвоено на ГПК от проекта 61, който служи в Черноморския флот от 1970 до 1993 г[21].

## Крайцерът „Адмирал Нахимов“ → „Червона Украйна“

### Строителство
На 19 октомери 1915 г. в Николаев заводът на „Руското корабостроително дружество“ („Руссуд“) пристъпва към построяването, за Черноморския флот, на крайцерите „Адмирал Нахимов“ и „Адмирал Лазарев“. Но Октомврийската революция и Гражданската война в Русия спират строежа.
На 1 април 1923 г. е решено те да се достроят по първоначалния проект, но със замяната на противоаеропланните оръдия със 75-мм зенитки Кане на лафети Мелер и да се допълни торпедното въоръжение с три 450-мм тритръбни апарати.
На 7 декември 1922 г. на крайцера „Адмирал Нахимов“ е присвоено новото название „Червона Украйна“. На 8 май 1923 г. СНК на УССР решава да отдели във фонда за дострояването на кораба 200 хил. златни рубли. Окончателната готовност на крайцера към предаване във флота е определена за 1 май 1926 г.
В книгата на Норман Полмар „Самолетоносачи“ се споминава, че Франсис Е. МакМърти, издател на ежегодника „Джейнс Файтинг Шипс“, утвърждава за намеренията на ВМФ на СССР през 1929 г. да преправи лекия крайцер „Адмирал Нахимов“ в самолетоносача „Сталин“. Предполага се, че „Сталин“ ще носи 22 самолета и ще има скорост 30 възела. Очаква се, че построяването на кораба ще бъде завършено през 1939 г. (но в справочника е указана 1937 г.).

### История на службата

#### Преди войната
„Червона Украйна“, на 21 март 1927 г., влиза в Черноморския флот. През 1928 г. крайцерът с визита посещава Турция. На 25 юли 1929 г. корабъ е посетен от Й. В. Сталин. През 1930 г. крайцерът прави преход в Средиземно море с посещения в Италия и Гърция, след четири години крайцерът отново плава към Турция. През 1932 г. преминава основен ремонт.

#### Във Великата Отечествена
В състава на ЧФ във Великата Отечествена война участва в боевете и в евакуацията на Одеса.
В отбраната на Севастопол, на 8 ноември 1941 г., „Червона Украйна“ първи от корабите на ескадрата открива огън по настъпващите войски на противника. На 12 ноември, по време на авионападение, крайцерът, намиращ се на Графския пристан, е ударен от две бомби, на сериозно повредения кораб загиват 70 души. На следващия ден крайцерът е отбуксиран в Южная бухта, където той потъва.
„Червона Украйна“ е изваден на 3 ноември 1947 г., а на 8 февруари 1948 г. е поставен в док и е ремонтиран. Използва се като учебно-тренировъчна станция. От 30 октомври 1950 г. е кораб мишена. На 10 май 1952 г. е поставен на дъното в района на Бакалската коса като мишена за бомбомятане на морската авиация.

## Крайцерът „Адмирал Лазарев“ → „Красный Кавказ“
„Красний Кавказ“ (бивш „Адмирал Лазарев“) е модифициран лек крайцер от типа „Светлана“. Участва в бойните действия на ЧФ през Великата Отечествена война, става 1-я гвардейски кораб на ЧФ.

### История на създаването
Строителство му е санкционирано през юни 1912 г. Заложен е в завода „Руссуд“ („Русское судостроительное общество“ в Николаев на 19 октомври 1913 г. През януари 1918 г. дострочването му е прекратено. На 14 декември 1926 г. стрящият се „Адмирал Лазарев“ е преименуван на „Красний Кавказ“. Строител – Николаевски корабостроителен завод А. Марти.
Това е последният от строените в царска Русия кораби, достроени вече при съветската власт.

### Конструкция
Схемата на бронирането остава от стария проект, а кулите и техните барбети са с 25-мм броня.

#### ГЕУ
10 котела „Яроу“. По проект котлите са със смесено нефтовъглищно подгряване. Реално са поставени само работещи на нефт. 4 турбини „Парсънс“ (турбина на реактивен принцип, изискващи поставянето на съда на икономични турбини за крайцерския ход).

#### Главен калибър
Теоретично оръдията на главния калибър (ГК) са разчетени да стрелят на 200 кбт (над 37 км). В кулите няма далекомери и автоматични прибори за управление на стрелбата (ПУС), само по-късно ръчният ПУС е заменен с електромеханичния ПУС „Молния“.

### Преди войната
През 1933 г. прави единственото си посещенеи в чужбина с есминците „Петровский“ (бъдещ „Железняков“) и „Шаумян“ до Истамбул, след това посещава Пирея и Неапол (Италия). На 7 ноември, изминавайки 2650 мили, се връща в базата. В периода 1939−1940 г., по време на основен ремонт, катапулта му е демонтиран.

### В годините на войната
На 22 юни 1941 г. се намира в Севастопол, от 23 юни участва в поставянето на минни заграждения. На 5 юли отплава за Новоросийск. На 6 септември – от Новоросийск за Севастопол. На 12 септември, при Одеса, обстрелва противника – 27 снаряда на ГК, на 13 септември – 58 снаряда. В нощта на 22 септември участва в морския десант в района на Григориевка. Доставя 696 десантника, изстрелва 8 снаряда. На 4 октомври евакуира от Одеса около 1000 души. На 16 октомври повтаря похода, изстрелва по немските позиции 27 снаряда и евакуира 1180 души. В периода 26 октомври – 9 декември 1941 г. 5 пъти плава до Севастопол, превозвайки и евакуирайки 5277 души, 58 автомобила, 70 оръдия, около 17 вагона с боеприпаси и 10 вагона продоволствия и пуска по немските позиции 135 снаряда на ГК. На 21 декември, с отряд кораби, доставя в Севастопол 1500 човека (части на 79-та отделна морска стрелкова бригада), 8 миномета, 15 автомобила. Взема около 500 ранени, отплава за Балаклава, оттам обстрелва немските позиции, изстрелвайки 39 снаряда.
Феодосийския десант
На 29 декември 1941 г. участва в стоварването на Феодосийския десант, от 3 часа и 48 минути, за 13 минути изстрелва 26 снаряда на ГК. В 5 часа започва да маневрира за швартоване за стоварването на десанта. За 2 часа в залива, под обстрела на немската полева артилерия, е ударен от 8 снаряда с калибър до 150-мм и 4 минометни мини. Загиват 27 души и 66 са ранени. В 8.08 завършва стоварването на 1 586 души (техниката не е свалена), реже швартовите, започва излизането си в рейда. От 9.25 до 18 часа по крайцера има 14 атаки от немската авиация. За времето на десанта и поддръжката на десанта крайцерът изразходва 70 снаряда на ГК и 429 100-мм снаряда.
Втори поход към Феодосия
На 4 януари 1942 г. доставя във Феодосия бригада за ПВО. По време на разтоварването е атакуван и тежко повреден от пикиращи бомбардировачи Ju-87 от StG.77 с 500 кг бомби. При опита да даде пълен ход става ясно, че единия вал се върти с недопустимо биене, а другият не работи. Вследствие на атаките крайцерът получава три пробойни под водолинията и 26 март влиза за основен ремонт в Поти, който продължава до 17 август 1942 г.
На 3 април 1942 г., със заповед на наркома на ВМФ на СССР Н. Г. Кузнецов, му е присвоено званието „гвардейски кораб“.

#### Поскедваша служба в периода 1942 – 1943 г.
На 16 септември 1942 г., при перехода от Поти за Туапсе, носи на борда си, освен екипажа, 4340 военнослужещи от 408-ма стрелкова дивизия. На 22 октомври, при швартоване в Туапсе, е безрезултатно атакуван от немски торпеден катер.
В периода 4 – 9 февруари 1943 г. осигурява стоварването на десанта при село Южная Озерейка, а след това при село Станички – десантът превзема плацдарм.
В периода 1941 – 1943 г. извършва 64 бойни похода, обстрелва 13 батареи на противника, вероятно унищожава 2 танка и 3 самолета, обстрелва над 5 батальон вражеска пехота. Превозва над 25 000 души. Отразява около 200 въздушни атаки.

### Следвоенна служба
На 12 май 1947 г. стария лек крайцер „Красний Кавказ“ е преведен към учебните кораби.
От пролетта на 1952 г. е кораб-мишена. На 21 ноември 1952 г., при изпитанията на ракетния комплекс „Комета“ („КС-1“ на „Ту-4К“), е изведен в морето и оставен без екипаж на ход от 18 възла (33,3 км/ч). От попадението на ракетата движещият се кораб се чупи на 2 части, които потъват. Предполагаемото място на гибелта на кораба е на 15 мили южно нос Чауда в района на Феодосийския залив.

### Памет
Името „Красний Кавказ“ е предано на голям противолодъчен кораб.
Котвата на „Красний Кавказ“, с фрагмент от котвената верига, счупена оттеглянето след стоварването на десанта по време на Керченско-Феодосийската операция, след войната е извадена и поставена, на 9 май 1975 г., във Феодосия на постамент като паметник.

## Коментари
1. ↑  Датите в този раздел имат различия според различните източници.